# Bustillo del Oro
Bustillo del Oro è un comune spagnolo di 140 abitanti situato nella comunità autonoma di Castiglia e León.